# تپه شهر سوخته ۳۶۶
تپه شهر سوخته ۳۶۶ مربوط به هزاره سوم قبل از میلاد است و در شهرستان زابل، بخش شیب آب، دهستان لوتک، روستای حومه شهر سوخته، ۹/۲ کیلومتری جنوب شرق پایگاه باستان شناشی شهر سوخته واقع شده و این اثر در تاریخ ۲۸ شهریور ۱۳۸۶ با شمارهٔ ثبت ۱۹۶۴۰ به‌عنوان یکی از آثار ملی ایران به ثبت رسیده است.